# Nathan Mayer Rothschild (1777-1836)
Nathan Mayer Rothschild, né à Francfort (Saint-Empire romain germanique) le 16 septembre 1777 et mort à Francfort le 28 juillet 1836, est un des fils de Mayer Amschel Rothschild et le fondateur de la branche londonienne de la famille Rothschild.

## Biographie
Envoyé par son père en Angleterre une fois ses études terminées, le jeune Nathan commence à faire fortune dans le domaine du textile anglais (produit de renommée internationale à l'époque). Puis, il joua un rôle important au moment des guerres napoléoniennes en permettant aux armées anglaises en campagne de financer leurs dépenses avec des pièces d'or et d'argent et devient de ce fait un partenaire indispensable de la couronne.
En 1814, il fait une avance de 1,2 million de livres au gouvernement anglais. Lors du retour au pouvoir de Napoléon Bonaparte durant les Cent-Jours, il verse à nouveau 9,5 millions de livres en pièces d'or aux armées coalisées dites de la Septième Coalition.
Selon une légende, très répandue dès le XIXe siècle, son plus grand coup financier se serait produit lors de la bataille de Waterloo en juin 1815, dont il aurait connu l'issue deux jours avant l'opinion publique anglaise grâce à un pigeon voyageur. Beaucoup de versions de l'affaire ont circulé. On a souvent dit que Rothschild avait fait courir le bruit de la victoire de Napoléon pour s'emparer des actions de l'industrie anglaises en forte baisse. Niall Ferguson, professeur à l'Université Harvard et d'Oxford, donne une version différente. Selon lui, Rothschild aurait été pris de court par la victoire rapide des armées d'Arthur Wellesley, duc de Wellington et se serait retrouvé avec trop d'or sur les bras avec le risque que le cours du métal jaune ne baisse rapidement. Toujours selon Niall Ferguson, il aurait alors décidé d'acheter le maximum de titres d'emprunts publics du gouvernement britannique, faisant le pari que leur valeur allait augmenter puisque la guerre était gagnée. Opération réussie, quand il revendit ses obligations en 1817, il avait gagné 600 millions de livres.
Selon Victor Rothschild, cette histoire proviendrait d'un pamphlet antisémite de 1846, "Rothschild Ier Roi des Juifs", rédigé par le polémiste Georges Dairnvaell sous le pseudonyme de "Satan". Une affirmation de cet écrit, selon lequel « Rothschild a fait de grands achats de titres. » fut repris, en 1848, par l'historien Archibald Alison et attribué par erreur au London Courrier du 20 juin 1815 qui n'en contient pourtant aucune trace. Victor Rothschild a également retrouvé dans les archives familiales une lettre d'un employé de banque à Nathan Rothschild qui déclarait : « J'ai été informé par le commissaire White que vous avez bien agi avec les informations précoces que vous avez acquises à Waterloo ». Ceci confirme que Nathan Rothschild a pu faire des profits bien que l'état du marché à l'époque et l'absence de rumeur indiquent que ce profit ne pouvait s'élever à plusieurs millions, comme le suggère le pamphlet de Georges Dairnvaell. 
Il s'associe un temps avec son beau-frère, Moses Montefiore, qui deviendra un illustre philanthrope et bâtisseur particulièrement pour la diaspora juive. 
Optimiste, avisé, sûr et solide financièrement, Nathan Mayer Rothschild est le pilier de la place financière de Londres, alors très portée sur le financement de la croissance aux États-Unis : les banques anglaises refinançaient en particulier les crédits de la multitude de banques américaines créées dans les années 1830. Son décès à Francfort-sur-le-Main, où il assistait au mariage de son fils, a fait fondre l'optimisme ambiant. Le 2 août 1836, un pigeon voyageur se pose à Londres : "il est mort," annonce le message enroulé autour de patte de l'oiseau, qui déclenche de fortes fluctuations boursières.

### Vie familiale
Le 22 octobre 1806, à Londres, il épouse Hannah Barent Cohen (1783-1850), fille de Levy Barent Cohen (en) (1747-1808) et sœur de Judith Montefiore. Nathan et Hannah eurent :
- Charlotte (1807-1859), épouse d'Anselm von Rothschild (1803-1874) ;
- Lionel Nathan (1808-1879), marié à Charlotte von Rothschild (1819-1884) ;
- Anthony Nathan (1810-1876), marié à Louise Montefiore (1821-1910) ;
- Nathaniel (1812-1870), marié à Charlotte de Rothschild (1825-1899) ;
- Hannah Mayer (1815-1864), épouse de Henry Fitzroy (1807-1859) ;
- Mayer Amschel (1818-1874), marié à Juliana Cohen (1831-1877) ;
- Louise (1820-1894), épouse de Mayer Carl von Rothschild (1820-1886).